# Antonín D.S.
ANTONÍN D.S. byl pražský divadelní amatérský soubor působící od ledna 2005 do prosince 2010.

## Historie
Soubor vznikl v lednu 2005 na základech Kulturně divadelního spolku Puchmajer. V souboru vystupovala většina bývalých členů kds Puchmajer. Divadlo se věnovalo převážně autorské tvorbě, jeho poetika byla orientována na drsný ironický humor. Soubor vystupoval v průběhu divadelní sezóny pravidelně jednou měsíčně v A Studiu Rubín. Svoji pravidelnou činnost ukončil v prosinci 2010. Přímým následníkem souboru se stalo divadlo ING. ANTONÍN PUCHMAJER D.S., které jako svou prvou premiéru uvedlo v březnu 2011 inscenaci Kabaret v kavárně Potrvá v Praze – Dejvicích.

## Inscenace
- Surovosti laskavosti (2005)
- Dítě! (2006)
- Ženáč & Singl (2007)
- Žena. Říkejte mi žena (2008)
- Ani zrnko pepře pro Czermaka (2009)

## Osoby
Petr Doubrava, Michal Froněk, Slávek Frk, Eliška Frková, Aranka Hrušková, Tomáš Kohout, Roman Ptáček, Jakub Škorpil, Martin J. Švejda, Jana Švejdová